# GiroLive-Ballers Osnabrück
Die GiroLive-Ballers Osnabrück waren eine deutsche Basketballmannschaft aus Osnabrück, die bis zum Entzug der Spielgenehmigung 2011 in der ProA spielte.

## Geschichte
Die GiroLive-Ballers waren ein eigenständiger Verein mit einer zuletzt in der 2. Bundesliga ProA spielenden Herrenmannschaft. Zuständig für die Durchführung des Spielbetriebs und die Vermarktung war die Ballers Sportmarketing GmbH, die im Mai 2008 beim Amtsgericht Osnabrück eingetragen wurde und deren Geschäftsführer Christian Somberg wurde. Die Ballers waren aus der Herrenmannschaft des Osnabrücker SC hervorgegangen, die in der Saison 2007/08 unter dem Namen P4two Ballers Osnabrücker SC Meister der 1. Regionalliga Nord wurde und damit in die 2. Bundesliga ProB aufstieg. Auf dem Feld wurde die Mannschaft vom US-Amerikaner Lamar Morinia angeführt, der 22,6 Punkte pro Begegnung erzielte, gefolgt von seinem Landsmann Aaron Fleetwood (15,5 Punkte/Spiel) und Steve Wachalski (15,3 Punkte/Spiel). Meistertrainer war der Grieche Dimitris Polychroniadis, der nach dem Triumph von Michael Bühren als Cheftrainer abgelöst wurde. Bühren übernahm das Traineramt im April 2008. Die Saison 2008/09 in der ProB wurde auf dem fünften Tabellenplatz beendet. Im Mai 2009 wurde der Mannschaftsname in GiroLive-Ballers Osnabrück geändert, nachdem die Sparkasse Osnabrück mit ihrer Eigenmarke GiroLive das Namensrechte übernommen hatte. Ab der Saison 2009/10 spielte Osnabrück in der 2. Bundesliga ProA, Geschäftsführer Somberg gab das Ziel aus, mit der Mannschaft „spätestens 2011/12“ in die Basketball-Bundesliga aufsteigen zu wollen. Der Serbe Dragan Torbica wurde zur Saison 2009/10 als Cheftrainer verpflichtet, im November 2009 jedoch bereits entlassen. Als Nachfolger wurde der junge Schweizer Marko Simić eingestellt, der die Mannschaft auf den neunten Platz der Abschlusstabelle 2009/10 führte. Im Januar 2011 wurde Simic auf dem Trainerposten durch Thorsten Leibenath ersetzt.
Die Ballers wollten an vergangene Erfolge im Osnabrücker Basketball anknüpfen und so mittelfristig den Aufstieg in die Basketball-Bundesliga anstreben. Dazu wurde zur Saison 2010/2011 die Infrastruktur deutlich verbessert. Mit der eigenen Kikxxlarena, die den Anforderungen der Pro A entsprach, bestanden Trainings- und Spielmöglichkeiten und darüber hinaus auch ein VIP-Bereich, VIP-Logen, eine Gastronomie- und Fanmeile sowie die Geschäftsstelle mit Kartenverkaufsstelle und Fan-Laden. Für den Betrieb der Mehrzweckhalle wurde im Frühjahr 2010 eine eigene GmbH gegründet, deren Geschäftsführung ebenfalls Somberg übernahm. Im Laufe des Jahres 2010 strengten mehrere ehemalige Spieler der Mannschaft Klagen, nachdem der Verein aufgrund von Gegenansprüchen Teile von Gehältern einbehalten hatte und Einigungen nicht erreicht worden waren.
Mit Beginn des Jahres 2011 wurde bekannt, dass die Ballers mit großen finanziellen Problemen zu kämpfen haben. Im März 2011 wurde schließlich ein Insolvenzverfahren eingeleitet. Den Ballers wurde daraufhin von der Liga während der laufenden Saison die Spielgenehmigung entzogen und die Ballers stellten den Spielbetrieb ein. Alle bisherigen Ergebnisse wurden annulliert. Zwar wurde noch versucht, nach der Gründung einer neuen Gesellschaft, die Voraussetzungen zu schaffen, in der ProB ins Rennen gehen zu können, doch scheiterte auch dies und beendete vorerst den Profi-Basketball in Osnabrück.